# خواكين فينيكس
خواكين فينيكس ((بالإنجليزية: Joaquin Phoenix)‏، /hwɑːˈkiːn/؛ ولد في 28 أكتوبر 1974 –) ممثل، ومنتج، وناشط، وفنان موسيقي، وأحياناً رابر[بحاجة لمصدر]. أجاد أداء الأدوار الشريرة والشخصيات المضطربة التي هي الأقرب لشخصيته. ترشح لجائزة الأوسكار لأفضل ممثل مساعد عن دوره في فيلم المصارع، بالإضافة إلى ترشحه عن هذا الدور لجائزة غولدن غلوب وجائزة بافتا. فاز في 2006 بجائزة غولدن غلوب لأفضل ممثل عن دوره في فيلم السير على الخط، حيث جسد دور جوني كاش، كما ترشح عن الدور لجائزة أوسكار وجائزة بافتا. تلقي ترشيحه الثالث لجائزة الأوسكار عن دوره في فيلم المعلم، وترشح أيضًا لجائزة الغولدن غلوب وجائزة البافتا. قام بتصوير نسخة من شخصية دي سي كومكس الشرير الجوكر في فيلم يحمل اسمه عام 2019، وحصل على جائزة الأوسكار لأفضل ممثل بدور رئيسي عام 2020 عن دوره في الفيلم وحصل علي جائزة غولدن غلوب وجائزة بافتا. في عام 2020، أحتل فينيكس المرتبة الـ12 على قائمة أفضل 25 ممثل في القرن الـ21 من قِبل نيويورك تايمز.
ظهر فينيكس في العديد من الأفلام منها: سبيس كامب (1986)، والأبوة (1989)، والموت من أجله (1995)، والريشات (2000)، والإشارات (2002)، وفندق رواندا (2004)، والقرية (2004)، ونحن نملك الليل (2007)، وعاشقين (2008)، وهي (2013)، وخطيئة متأصلة (2014). ظهر في دور رئيسي في فيلم وجودي بعنوان أنت لم تكن حقًا أبدًا هنا (2017)، والذي فاز عنه بجائزة مهرجان كان السينمائي لأفضل ممثل.
غامر فينيكس أيضًا في مجال إخراج مقاطع الفيديو الموسيقية، وكذلك إنتاج الأفلام وبرامج التلفاز. فاز بجائزة الغرامي لأفضل تأليف لموسيقى تصويرية للوسائط المرئية لتسجيله الموسيقى التصويرية لفيلم ووك ذا لاين. هو ناشط اجتماعي قدم دعمه للعديد من الجمعيات الخيرية والمنظمات الإنسانية. وهو في مجلس إدارة منظمة ذا لانش بوكس فاند، وهي منظمة غير ربحية توفر وجبات يومية لطلاب مدارس بلدة سويتو في جنوب أفريقيا. ويشتهر أيضًا بدفاعه عن حقوق الحيوان؛ كان نباتيًا منذ عمر الثلاث سنوات وكثيرًا ما شارك في حملات مع منظمة بّيتا ومنظمة في الدفاع عن الحيوانات (آي دي إيه). ولتفانيه في الدفاع عن حقوق الحيوانات، حصل على لقب أفضل شخص في بّيتا لعام 2019. وهو حاليًا خطيب الممثلة روني مارا ولديهما ابن.

## النشأة
وُلد فينيكس باسم خواكين رافاييل بوتوم في مقاطعة ريو بّيدراس، بورتوريكو، في سان خوان (حيث أقام في الأعوام الأربع الأولى من طفولته قبل أن يغادر رفقة أسرته إلى الولايات المتحدة حيث نشأ، ضمن عدد من الأماكن من بينها المكسيك وأمريكا الجنوبية، حيث كانت أسرته دائمة التنقل بسبب انضمامها لبعثاث تبشيرية.)، في 28 أكتوبر 1974، وهو ابن لأبوين أمريكيين من البر الرئيسي للولايات المتحدة. هو الثالث من بين خمسة أطفال، يأتي بعد ريفّر (1970–1993) ورين (مواليد 1972 –)، ويسبق ليبرتي (مواليد 1976 –) وسمر (مواليد 1978 –)، ولدية أخت غير شقيقة تُدعي جوديان (مواليد 1964 –) من علاقة والده السابقة. كان شقيقه ريفر ممثلًا أمريكيًا وناشطًا في مجال حقوق الحيوان، وشقيقته رين ممثلة ومغنية، وشقيقته سمر عارضة أزياء وممثلة، وشقيقته ليبرتي ممثلة. كان قد وُلد بعلامة على شفته، والتي يدعي أنها ليست فلح شفة. يعود أصل والده، جون لي بوتوم، إلى كاليفورنيا، وهو كاثوليكي من أصل إنجليزي في الغالب مع بعض النسب الألماني والفرنسي البعيد. ووالدته، آرلين (اسمها قبل الزواج دونيتز)، من مواليد حي ذا برونكس، في مدينة نيويورك لوالدين من يهود الأشكناز ومن أصول هنغارية وروسية.
انتقلت آرلين إلى كاليفورنيا والتقت بوالد فينيكس خلال السفر التطفلي. تزوجا في عام 1969؛ وبعد سنوات، انضما إلى جماعة دينية تسمى أطفال الله وبدآ بالسفر في أنحاء أمريكا الجنوبية. خاب ظنهما في النهاية بالجماعة الدينية وقررا ترك المجموعة، معارضين لقواعدها المشوهة بشكل متزايد، لا سيما ممارسة الصيد الفليرتي، وعادا إلى الولايات المتحدة عام 1977، عندما كان عمر فينيكس ثلاث سنوات. غيرا لقبهما إلى فينيكس، تيمنًا بالطائر الأسطوري الذي ينهض من رماد نفسه ويُرمز لبداية جديدة. شاهد فينيكس وإخوته الأكبر منه عندما كان بالثالثة من عمره الصيادون يرمون الأسماك وهي ميتة، الأمر الذي جعل الأسرة بأكملها تصبح نباتية. بدأ فينيكس يطلق على نفسه اسم «ليف» في هذا الوقت، بعد أن ألهمه قضاء الوقت في العراء، وجمع أوراق الأشجار، ورغبته في الحصول على اسم له علاقة بالطبيعة مثل أشقائه. وأصبح هذا هو الاسم الذي استخدمه بصفته ممثلًا طفلًا، إلى أن عاد إلى اسم خواكين في سن 15 عامًا.
اضطر والد فينيكس للتوقف عن العمل بسبب إصابة قديمة في العمود الفقري وانتقلت العائلة إلي لوس أنجلوس. عملت آرلين هناك كسكرتيرة مسؤول تنفيذي بالإن بي سي وهناك قابلت وكيلة أطفال رفيعة المستوى تُدعي إريس بورتون، والتي ساعدت فينيكس وإخوته في الظهور في الإعلانات التجارية وأجزاء في البرامج التلفزيونية. قدم فينيكس تجربته الأولي في التمثيل بجانب أخيه ريفر في مسلسل سبع عرائس لسبعة إخوة (1982–1983)، في حلقة «أغنية عيد الميلاد». وقال عن تجربته الأولي في التمثيل:
كرر فينيكس التعاون مع أخيه في مسلسل إيه بي سي أفتر سكول سبيشيل (1984)، في حلقة «إلى الوراء: لغز عسر القراءة»، وتلقيا عن دورهما ترشيحًا في حفل توزيع جوائز الشباب السينمائي السادس لجائزة أفضل ممثل صغير في فيلم عائلي صُنع للتلفزيون. ظهر فينيكس أيضًا كضيف شرف في المسلسلات: ذا فوول غاي (1981–1986)، وهيل ستريت بلوز (1981–1987)، وجريمة قتل، هي كتبت (1984–1996). ظهر أيضًا في الفيلم التلفزيوني الأطفال لا يخبرون (1985). قام الأطفال بإكمال دخلهم عن طريق غناء أغاني خاصة بهم وعزف موسيقى في الشوارع مرتدين القمصان الصفراء والسراويل القصيرة، كما قاموا بدراسة الرقص؛ كان فينيكس راقص بريك متحمس. ترك فينيكس المدرسة الثانوية بعدما أرسل ضفدع ميت في البريد للتشريح من أجل دراساته في علم الأحياء، الأمر الذي جعله يتوقف عن دراسته. بسبب عدم رضي الأسرة عن الحياة في لوس أنجلوس، عادوا إلى فلوريدا، مستقرين في غينزفيل.

## حياته المهنية

### 1986–1999
كان أول فيلم لفينيكس هو فيلم المغامرات سبيس كامب في عام 1986، حيث لعب دور صبي يذهب إلي مركز كينيدي للفضاء لكي يتعرف علي برنامج ناسا الفضائي ويخضع لتدريب رواد الفضاء للهواة. في نفس العام، لعب بطولة إحدي حلقات المسلسل الأنثولوجي ألفريد هتشكوك يقدم بعنوان «نهاية سعيدة جدا»، حيث لعب دور فتي يبتز قاتِل مَأْجور (لعب دوره روبرت لوجيا) لكي يقتل والده الثري (لعب دوره جون أبريا). أيضًا في نفس العام، ظهر في المسلسل القصير نجم الصباح/نجم المساء، وهو مسلسل يتكون من 7 حلقات فقط وتدور أحداثه حول مجموعة من الأطفال الأيتام المُشردين نتيجة حريق في دار الأيتام، فانتقلوا إلي دار للمسنين. في عام 1987، لعب فينيكس أول دور بطولة له في فيلم الدراما الكوميدية روسكيز وتدور أحداثه حول مجموعة من الأطفال يُصادقون جنديًا روسيًا في الفترة التي كان الأمريكيون يكرهون فيها الروس.
في عام 1989، ظهر فينيكس في فيلم الأبوة، فيلم عائلي من إخراج رون هاوارد ومن بطولة ستيف مارتن، حيث لعب دور غاري، ذلك المراهق المُنْطوٍ وابن أخت غيل بوكمان (لعب دوره مارتن). حقق الفيلم نجاحًا كبيرًا في شباك التذاكر، حيث تعدت إيرااته 100 مليون دولار أمريكي في جميع أنحاء العالم. كذلك حقق الفيلم نجاحًا نقديًا، حيث أشاد نقاد إنديواير بطاقم التمثيل، واصفين إياهم بأنهم يمتلكون «قلب محبوب بصدق وأحيانًا ذو بصيرة»، كما أشادوا بأداء فينيكس قائلين: أنه «مراهق غاضب بشكل معقول على نحو هائل». ترشح فينيكس عن الدور لجائزة الفنان الصغير لأفضل ممثل فنان صغير في فيلم روائي طويل. تم إنتاج مسلسل سيت كوم مُقتبس من الفيلم ويحمل نفس الاسم، مع قيام ليوناردو دي كابريو بتجسيد دور فينيكس في الفيلم. مع زيادة شهرة أخيه ريفر بعد فيلمي الركض وراء سراب (1988) وإنديانا جونز والحملة الأخيرة (1989)، وجد فينيكس نفسه لا يتلقي أي عروض، فقرر الابتعاد عن التمثيل والسفر مع والده إلي المكسيك، وتعلم الإسبانية وركوب الدراجات النارية، وقد عاد عندما كان ريفر يصور فيلم بلدي الخاصة أيداهو. اقترح عليه ريفر بأن يعود إلي اسم «خواكين» وشجعه علي العودة إلي التمثيل مرة أخري.
في 31 أكتوبر 1993، توفي ريفر جراء جرعة زائدة من المخدرات خارج النادي الليلي ذا فايبر روم في ويست هوليوود. كان فينيكس موجودًا مع شقيقه وشقيقته الكبري رين، متجهين نحو النادي. وقد اتصل برقم 911، طلبًا لمساعدة شقيقه الميت. أُذيعت المكالمة عقب الوفاة مرارًا وتكرارًا علي البرامج التلفزيونية والإذاعية. ذهبت العائلة إلي كوستاريكا، هربًا من وسائل الإعلام التي حولت الحدث إلي قصة تحذيرية عن شباب هوليوود المحاطين بالأساطير والمؤامرات الجنائية.
عاد فينيكس إلي التمثيل في عام 1995، حيث شارك نيكول كيدمان بطولة فيلم الكوميديا السوداء للمخرج جوس فان سانت الموت من أجله. الفيلم مُقتبس من رواية تحمل نفس الاسم لصاحبتها جويس ماينارد، وهي رواية مُستندة علي قضية باميلا سمارت. لعب فينيكس في الفيلم دور شاب مُضطرب تغريه شخصية كيدمان في الفيلم لكي يرتكب جريمة قتل. أُقيم العرض الأول للفيلم في مهرجان كان السينمائي 1995. حقق الفيلم نجاحًا ماليًا ونقديًا، حيث اقتربت إيراداته من 22 مليون دولار أمريكي في جميع أنحاء العالم، كما أشادت جانيت ماسلين من نيويورك تايمز بأداء فينيكس قائلةٍ:
في عام 1997، ظهر فينيكس في فيلمان، الأول لعب فيه دور مثير للمتاعب في بلدة صغيرة في فيلم المخرج أوليفر ستون النيو-نوار يو تيرن، والثاني لعب فيه دور شاب فقير يقع في حب فتاة ثرية في فيلم البلوغ اختراع الأبوتس. فشل الفيلمان نقديًا وماليًا. ظهر فينيكس في فيلمان في عام 1998، الأول لعب فيه دور مواطن أمريكي مسجون في ماليزيا بتهمة حيازة المخدرات ويواجه عقوبة الإعدام في فيلم الإثارة للمخرج جوزيف روبن العودة للجنة، والثاني لعب فيه دور شاب من بلدة صغيرة يصادق قاتلًا متسلسلًا في فيلم الجريمة للمخرج ديفيد دوبكين كلاي بيغونز. فشل الفيلمان في شباك التذاكر. في عام 1999، لعب فينيكس دور موظف في متجر فيديوهات للبالغين يساعد المحقق توم ويلز (لعب دوره نيكولاس كيج) في التحقيق في العالم السفلي للمواد الإباحية غير القانونية، في فيلم الغموض للمخرج جويل شوماخر 8مم. حقق الفيلم حوالي 96 مليون دولارًا أمريكيًا، محققًا نجاحًا كبيرًا.

### 2000–2010

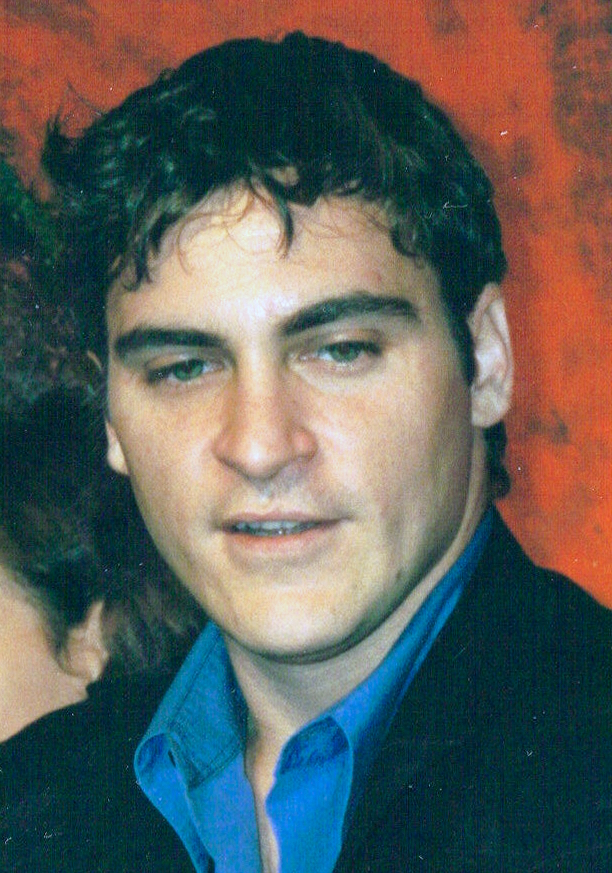
فينيكس في مهرجان كان السينمائي 2000.

في عام 2000، ظهر فينيكس في 3 أفلام، الأول جسد فيه نسخة خيالية من شخصية الإمبراطور الروماني كومودوس في فيلم الملحمة الدرامية التاريخية غلاديايتر للمخرج ريدلي سكوت، والثاني لعب فيه دور حبيب تشارليز ثيرون الشرير في فيلم الجريمة الساحات للمخرج جيمس غراي، والثالث لعب فيه دور الكاهن أبي دي كولمير في فيلم الإثارة الساخر الريشات للمخرج فيليب كوفمان. حاز فيلم الساحات علي مراجعات إيجابية من النقاد واعتبر الكثيرون أن أداء فينيكس كشرير بارزًا، لكن الفيلم فشل في شباك التذاكر. أما فيلم الريشات، والذي عُرض لأول مرة في مهرجان تيلورايد السينمائي 2000، فقد تلقي إشادة نقدية، حيث قال بيتر ترافرز من رولينغ ستون:
كما أن الفيلم حقق حوالي 17 مليون دولار أمريكي في جميع أنحاء العالم.
تلقي فيلم غلاديايتر مراجعات إيجابية، حيث قال كريس ناشاواتي من إنترتينمنت ويكلي عن عمل فينيكس «أداء أكثر دقة في صناعة النجوم» عند مقارنته مع بطل الفيلم راسل كرو، كما قال:
كذلك حقق الفيلم إيرادات وصلت إلي 460 مليون دولار أمريكي في جميع أنحاء العالم، ما جعله ثاني أعلي فيلم إيرادًا في عام 2000. ترشح فينيكس عن الدور لجائزة الأوسكار لأفضل ممثل مساعد، وجائزة غولدن غلوب لأفضل ممثل مساعد في فيلم، وجائزة البافتا لأفضل ممثل في دور ثانوي. نتيجة ترشحهما للأوسكار، أصبح فينيكس وشقيقه الراحل ريفر أول شقيقان يترشحان للأوسكار حتي يومنا هذا، حيث ترشح ريفر لجائزة الأوسكار لأفضل ممثل مساعد عن دوره في فيلم الركض وراء سراب (1988). حصل فينيكس علي جائزة اختيار النقاد السينمائية لأفضل ممثل مساعد وجائزة المجلس الوطني للمراجعة لأفضل ممثل مساعد عن أدواره المساعدة في هذا العام.
في عام 2001، لعب فينيكس دور البطولة في الفيلم الساخر جنود الجاموس، حيث لعب دور جندي بالقوات المسلحة الأمريكية. تأجل إصدار الفيلم لمدة عامين بسبب هجمات 11 سبتمبر 2001، فتم طرحه في 25 يوليو 2003. قال نيف بيرس من الـبي بي سي:
بالرغم من ذلك، إلا أن الفيلم لم يحقق سوي مليونان دولار أمريكي في جميع أنحاء العالم، لكن فينيكس ترشح عن دوره لجائزة السينما المستقلة البريطانية لأفضل ممثل.
في عام 2002، ظهر فينيكس في فيلم الإثارة والخيال العلمي الإشارات كأول تعاون مع المخرج إم. نايت شيامالان. لعب فينيكس في الفيلم دور شقيق غراهام (لعب دوره ميل غيبسون) الأصغر ميريل هيس، لاعب بيسبول سابق، والذي يكتشف مع أخيه أن الأرض قد تعرضت للغزو من قِبل المخلوقات الفضائية. تلقي الفيلم مراجعات مُختلطة من النقاد، علي الرغم من تلقي فينيكس المديح علي أدائه، حيث قال بيتر ترافرز:
وقد حقق الفيلم إيرادات حول العالم قُدرت بحوالي 408 مليون دولار أمريكي في جميع أنحاء العالم.
في عام 2003، لعب فينيكس دور البطولة أمام كلير دينس في دور زوج متردد لمتزلجة شهيرة في فيلم الدراما الرومانسية للمخرج توماس فنتربيرغ كله عن الحب وقد فشل، كما قدم صوته في شخصية كيناي في فيلم رسوم متحركة من إنتاج شركة والت ديزني بعنوان أخي الدب. عبّر فينيكس عن فرحته الكبيرة عندما لعب دور الصوت الرئيسي في فيلم رسوم متحركة من إنتاج ديزني قائلًا:
وقد حقق الفيلم ما يقرُب من 251 مليون دولارًا أمريكيًا في جميع أنحاء العالم، كما ترشح لجائزة الأوسكار لأفضل فيلم رسوم متحركة، إلا أن فينيكس تم استبداله بالممثل الأمريكي باتريك ديمبسي في الجزء الثاني من الفيلم.
في عام 2004، ظهر فينيكس في 3 أفلام، القرية، والسلم 49، وفندق رواندا. في فيلم الإثارة النفسية القرية، والذي يُعد التعاون الثاني لفينيكس مع شيامالان، لعب فينيكس دور مزارع يقطن قرية يعيش سكانها في خوف من المخلوقات التي تسكن في الغابات الواقعة خارجها، ويُشار إليها بعبارة «أولئك الذين لا نتكلم عنهم». وصف كريستوفر أور من ذا أتلانتيك شخصية فينيكس في الفيلم «بالغير متطورة أو المتخلفة». وعلي العموم، تلقي الفيلم مراجعات مُتباينة، حيث اعتبر عديد من النقاد الفيلم بأنه واحد من أفضل أفلام شيامالان، كما أشادوا بأداء فينيكس بوصفهم أدائه «بالرائع». وعلي مستوي الإيرادات، حقق الفيلم إيرادات وصلت إلي 256 مليون دولار أمريكي في جميع أنحاء العالم.
في فيلم الإثارة والكوارث السلم 49 للمخرج جاي راسيل، لعب فينيكس دور إطفائي بقسم إطفاء الحرائق بمدينة بالتيمور أمام جون ترافولتا. وقد تدرب لمدة شهرين مع قسم بالتيمور لإطفاء الحرائق من أجل التحضير للدور وأخمد حرائق حقيقية. اعترف فينيكس أنه كان خائفًا من المرتفعات قبل أن البدء في الفيلم، قائلًا:
تلقي الفيلم آراءًا مُتباينة، حيث أعطي روجر إيبرت للفيلم ثلاث نجوم ونصف من أصل أربعة، كما شيد بأداء الممثلين. وقد حقق الفيلم 100 مليون دولار أمريكي في شباك التذاكر في جميع أنحاء العالم. أما في فيلم تيري جورج الدرامي فندق رواندا، لعب فينيكس دور مُصور يُدعي جاك داغليش أمام دون شيدل. الفيلم مُقتبس من أحداث الإبادة الجماعية في رواندا ويرصُد جهود مدير فندق الألف تلال بول روسيساباجينا (جسد شخصيته شيدل في الفيلم) لإنقاذ حياة عائلته وأكثر من 1000 لاجئ آخر من خلال توفير المأوى لهم في فندقه. حقق الفيلم ثناءًا نقديًا، لكنه حقق إيرادات متوسطة. ترشح فينيكس مع طاقم الممثلين لجائزة نقابة ممثلي الشاشة عن الأداء المُتميز من قِبل طاقم التمثيل في السينما.

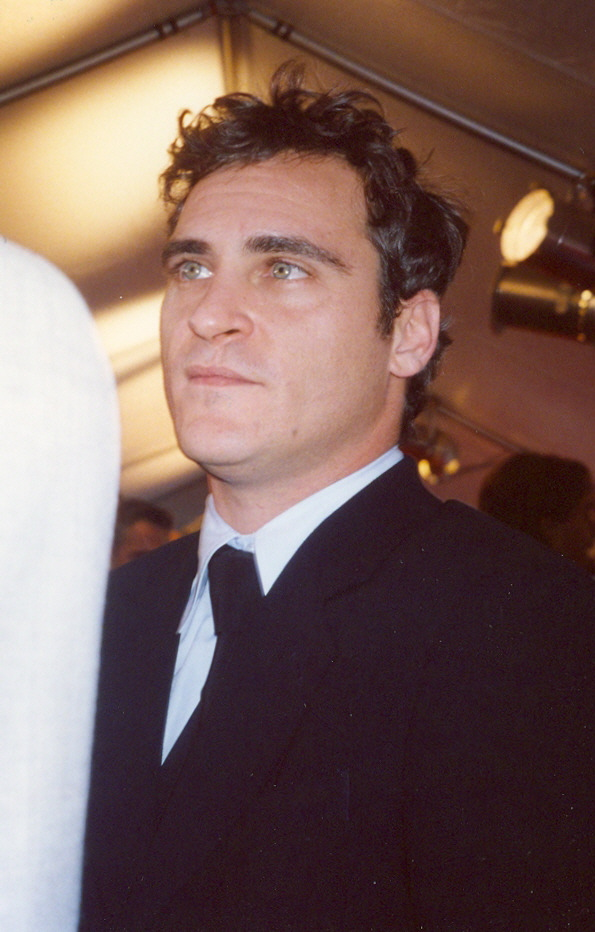
فينيكس في العرض الأول لفيلم السير على الخط في مهرجان تورونتو السينمائي الدولي 2005.

في عام 2005، جسد فينيكس شخصية مغني الكانتري الأمريكي جوني كاش في فيلم سيرته الذاتية السير على الخط أمام ريس ويذرسبون، إخراج جيمس مانغولد. وافق كاش نفسه علي فينيكس ليجسد سيرته. غني فينيكس جميع أغاني كاش التي ظهرت في الفيلم وفي ألبوم الموسيقى التصويرية، ما أكسبه جائزة الغرامي لأفضل تأليف لموسيقى تصويرية للوسائط المرئية. حقق الفيلم مراجعات إيجابية من النقاد ومنهم روجر إيبرت الذي قال:
وقد حقق الفيلم إيرادات وصلت إلي 186 مليون دولار أمريكي في جميع أنحاء العالم. ترشح فينيكس لثاني جائزة أوسكار، لكن هذه المرة ضمن فئة أفضل ممثل أفضل ممثل في دور رئيسي، كما ترشح لثاني جائزة بافتا له ضمن فئة أفضل ممثل في دور رئيسي، فضلًا عن فوزه بجائزة الغولدن غلوب لأفضل ممثل في فيلم موسيقي أو كوميدي. أيضًا في نفس العام، كان راويًا للوثائقي عن حقوق الحيوان أبناء الأرض. قال الفيلسوف الراحل والمعني بحقوق الحيوان توم ريجان:
كانت أولي تجارب فينيكس في الإنتاج في عام 2007 في فيلم الإثارة والأكشن نحن نملك الليل، والذي لعب دور البطولة فيه أيضًا في دور مدير ملهي ليلي يحاول إنقاذ شقيقه (مارك والبيرغ) ووالده (روبرت دوفال) من المافيا الروسية. يُعد هذا العمل ثاني تعاون لفينيكس مع المخرج جيمس غراي. افتُتح الفيلم في مهرجان كان السينمائي 2007. تلقي الفيلم مراجعات مُتباينة، حيث أشاد روجر إيبرت بإخراج غراي وبالتمثيل، لكنه انتقد السيناريو لقلة أصالته. أثني ديفيد إدلستاين من نيويورك بفينيكس لرفعه الصراع في الفيلم وكتب:
بالنسبة للإيرادات، لم يحقق الفيلم سوي 55 مليون دولار أمريكي في جميع أنحاء العالم.
وفي نفس العام، لعب فينيكس دور والد يثأر لمقتل ابنه من مارك رافالو نتيجة حادثة اصطدام وهروب في ثاني أعماله مع المخرج تيري جورج، فيلم الدراما والجريمة طريق الحجز. تلقي الفيلم مراجعات مُتباينة من النقاد، حيث أشاد بيتر ترافرز بأداء فينيكس قائلًا:
حقق الفيلم مليون دولار أمريكي فقط في جميع أنحاء العالم. كان فينيكس منتجًا تنفيذيًا لتلفزيون الواقع فور رييل، وهو برنامج يعرض ضيوفاً من المشاهير في مغامرات عالمية «من أجل التواصل مع القادة الشباب الذين يصنعون التغيير الاجتماعي والاقتصادي».
في 2008، شارك فينيكس في فيلم عاشقان، فيلم آخر لغراي. وفيه لعب دور ليونارد كراديتور، ذلك الشاب الذي يحتار في الاختيار بين الفتاة المخلصة له ساندرا (فينيسا شاو) وبين ميشيل (جوينيث بالترو) التي يقع في حبها، لكنها فتاة متقلبة، حيث من الممكن أن تتركه في أي لحظة. عُرض الفيلم في الدورة 61 لمهرجان كان السينمائي وحقق 16 مليون دولار في جميع أنحاء العالم. كانت الآراء عن الفيلم وأداء فينيكس إيجابية، حيث كتب راي بينيت من مجلة هوليوود ريبورتر مشيدًا بأداءه «يلعب فينيكس الدور الرومانسي بذكاء كبير وسحر هائل، مما يجعل صراع شخصيته قابلاً للتصديق تمامًا.»
في عام 2010، أطلق فينيكس بالتعاون مع نسيبه في ذلك الوقت كيسي أفليك فيلم أنا ما زلت هنا، وهو وثائقي هزلي يروي حياة فينيكس منذ إعلانه اعتزال التمثيل وحتي انتقاله إلي مهنة جديدة كفنان هيب هوب. الفيلم كتابة، وإخراج، وإنتاج أفليك، كما شاركه فينيكس في الكتابة والإنتاج. ظهر الفيلم لأول مرة في الدورة 67 لمهرجان البندقية السينمائي والدورة 35 لمهرجان تورونتو السينمائي الدولي.

### 2012–2018: الرجوع إلي التمثيل والمزيد من الإشادة
في عام 2012، وبعد عامين من التوقف عن التمثيل، عاد فينيكس إلى الشاشة مرة أخري من خلال فيلم جديد بعنوان المعلم، تأليف وإخراج بول توماس أندرسون. لعب دور فريدي كويل، محارب قديم شاب مدمن علي الكحول، والذي استُدرج إلي جماعة شبه دينية بقيادة لانكستر دود (فيليب سيمور هوفمان). فقد فينيكس كمًا هائلًا من وزنه من أجل الدور، كما طلب من طبيب الأسنان الخاص به تضميد فمه حتي يظل مغلقًا ليقدم الدور بشكل مُتقن. كان العرض الأول للفيلم في الدورة 69 لمهرجان البندقية السينمائي، حيث هناك فاز بكأس فولبي لأفضل ممثل. استُقبل الفيلم بإشادة من النقاد والجمهور وحقق في جميع أنحاء العالم 28 مليون دولار. تلقي فينيكس عن أداءه مديحًا كبيرًا، حيث كتب الناقد السينمائي تود مكارثي من هوليوود ريبورتر «لذلك من المثير للإعجاب أنه هو وأندرسون تمكنا من بناء مثل هذا العمل المُعقد حول مثل هذه الشخصية المُهملة.» ترشح فينيكس لنيل جوائز الأوسكار، والغولدن غلوب، والبافتا كأفضل ممثل.

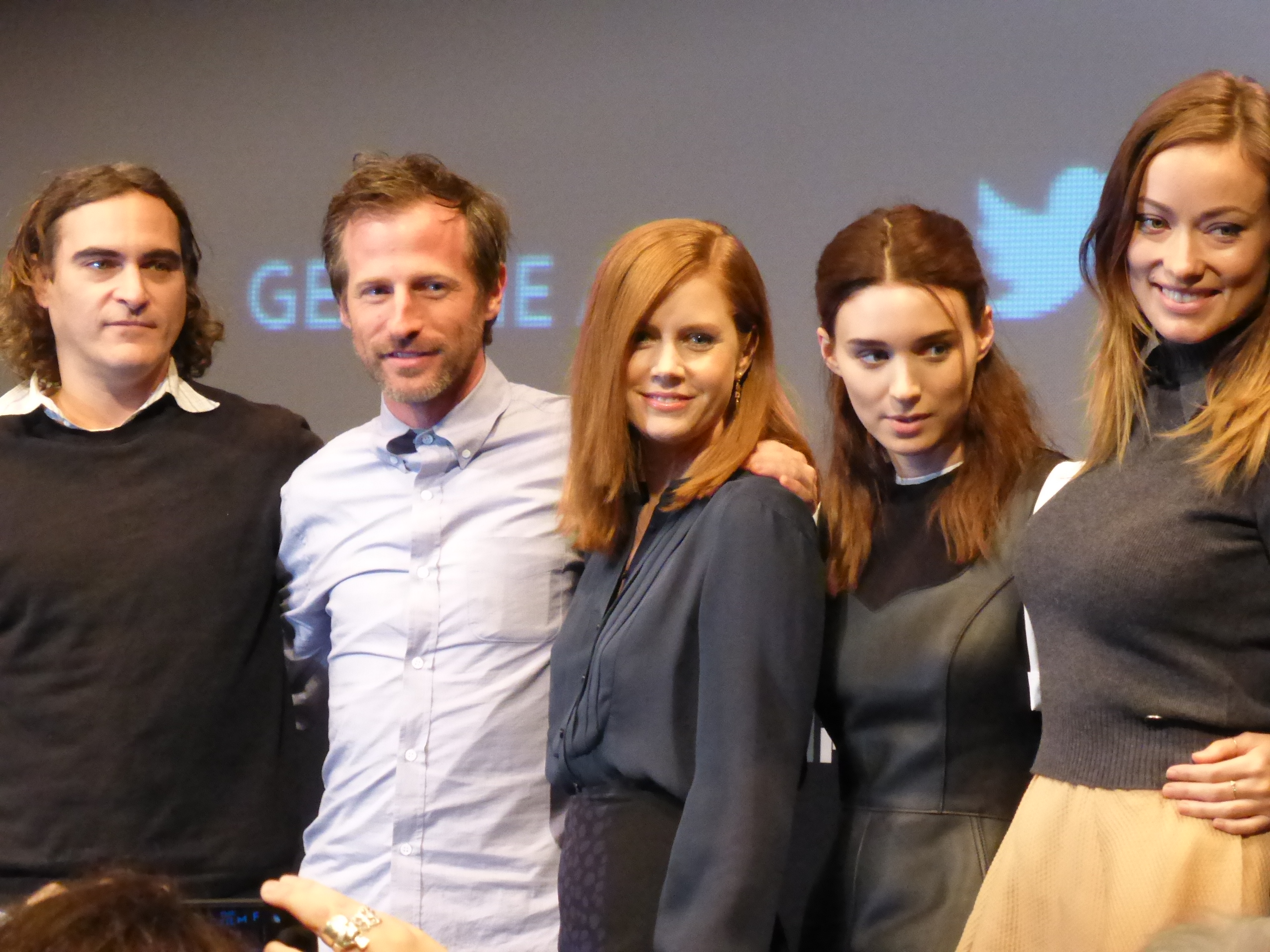
العرض الأول لفيلم هي في الدورة 51 لمهرجان نيويورك السينمائي؛ من اليسار إلي اليمين: فينيكس، وسبايك جونز، وإيمي آدمز، وروني مارا، وأوليفيا وايلد.

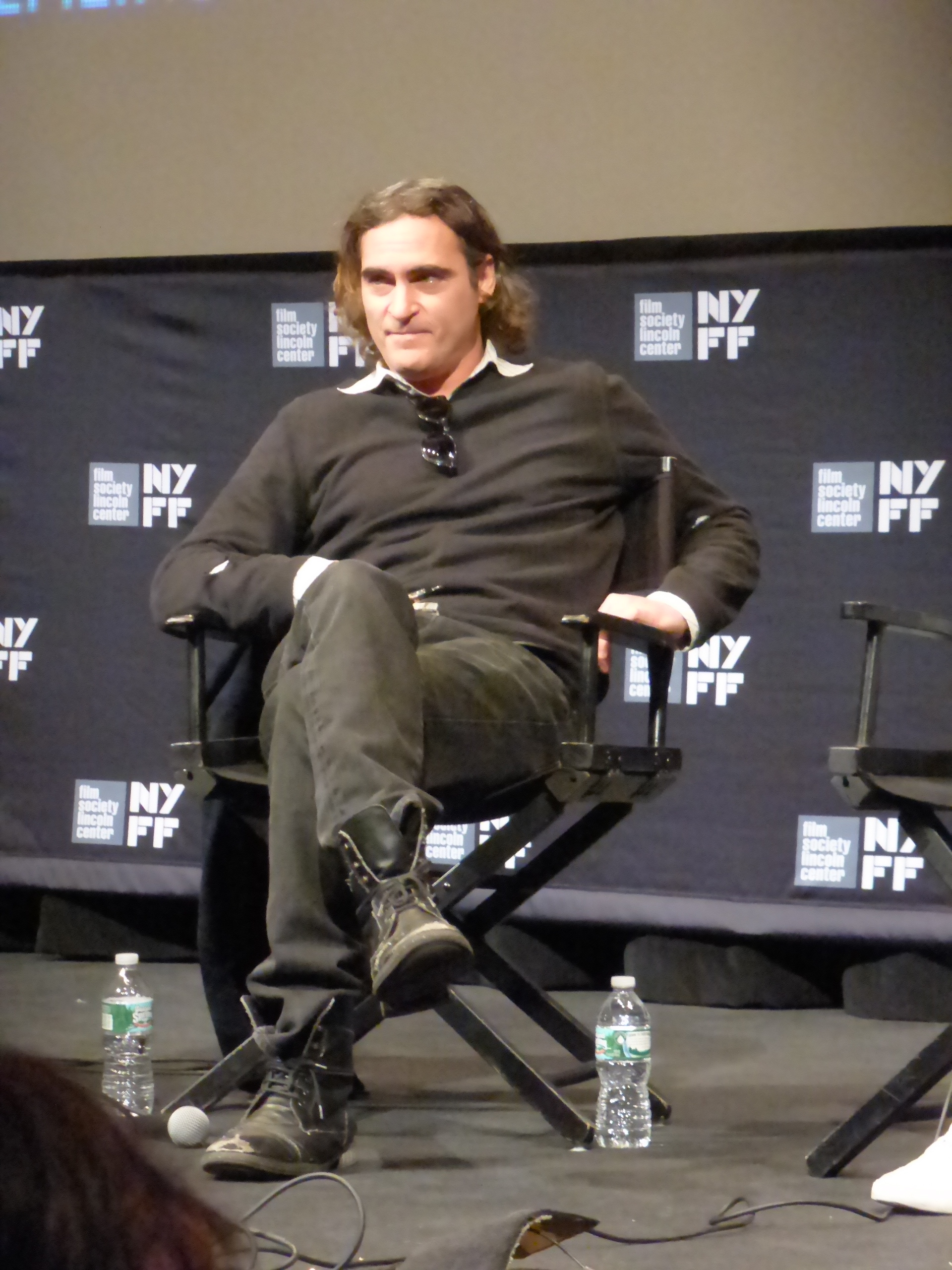
فينيكس في مهرجان نيويورك السينمائي لعام 2013.

في 2013، لعب فينيكس دور قواد يُدعي برونو فايس، يأخذ مهاجرة بولندية تُدعي إيوا سيبولسكا (لعبت دورها ماريون كوتيار) لتعمل بالدعارة في فيلم المهاجر. يشهد هذا العمل التعاون الرابع بين فينيكس وجيمس غراي. تم عرض الفيلم في الدورة 66 لمهرجان كان السينمائي، حيث تلقي هناك آرءًا إيجابية كبيرة وحقق فقط 5 ملايين دولار عالميًا. حاز أداء فينيكس علي إشادة ضخمة، حيث كتب الناقد السينمائي الروسي إيغناتي فيشنيفيتسكي من إيه. في. كلوب «لعب فينيكس دور البطولة في جميع أفلام غراي ما عدا واحد [وقتها]، حيث طور أسلوبه في التعامل مع الشخصية مثلما طور غراي أساليبه كمخرج؛ في هذه المرحلة، يكون الاثنان متزامنين تمامًا، حيث يُصعب معرفة أين ينتهي أداء فينيكس ويبدأ نمط غراي المرئي» وأضاف «علي الرغم من أن المهاجر يتميز بأنه أحد أفضل عروضه، إلا أنه ليس عرضًا فرديًا لخواكين فينيكس. ما يجعل دور فينيكس مثيرًا للإعجاب هو حقيقة أنه تمكن مع غراي من تطوير برونو إلي شخصية مأساوية كاملة، على الرغم من أنه ليس الشخصية الرئيسية في قصة فيلم المهاجر ولا القوة الدافعة الرئيسية وراء حبكته.» في العام نفسه، شارك في بطولة الفيلم الدرامي الرومانسي وفيلم الخيال العلمي هي للمخرج سبايك جونز وشاركه البطولة أوليفيا وايلد، وإيمي آدمز، وروني مارا. تدور أحداث الفيلم حول رجل وحيد يُدعي ثيودور تومبلي، يطور علاقة قوية مع نظام تشغيل ذكاء اصطناعي تُدعي سامانثا (بصوت سكارليت جوهانسون). حقق الفيلم 48 مليون دولار في جميع أنحاء العالم. كتب الناقد إيه.إيه. دود من إيه. في. كلوب «إنه لأمر غريب أن نقوله عن شخص كرس عامًا من حياته لمزحة فن الأداء، لكن خواكين فينيكس أصبح أحد أكثر الممثلين صدقًا عاطفيًا في هوليوود.» وكتب «في كثير من الأحيان، يصور جونز فينيكس في لقطة قريبة ضيقة وعدوانية، منغمسًا في موجات الضعف التي يطلقها الممثل دون عناء. إنه أداء هائل ينقذ هذه الشخصية—فوضي من عدم الأمان، والندم، والرغبات—من حفلة الشفقة المشينة التي كان من الممكن أن يكون عليها.» ترشح فينيكس للمرة الرابعة لجائزة الغولدن غلوب.

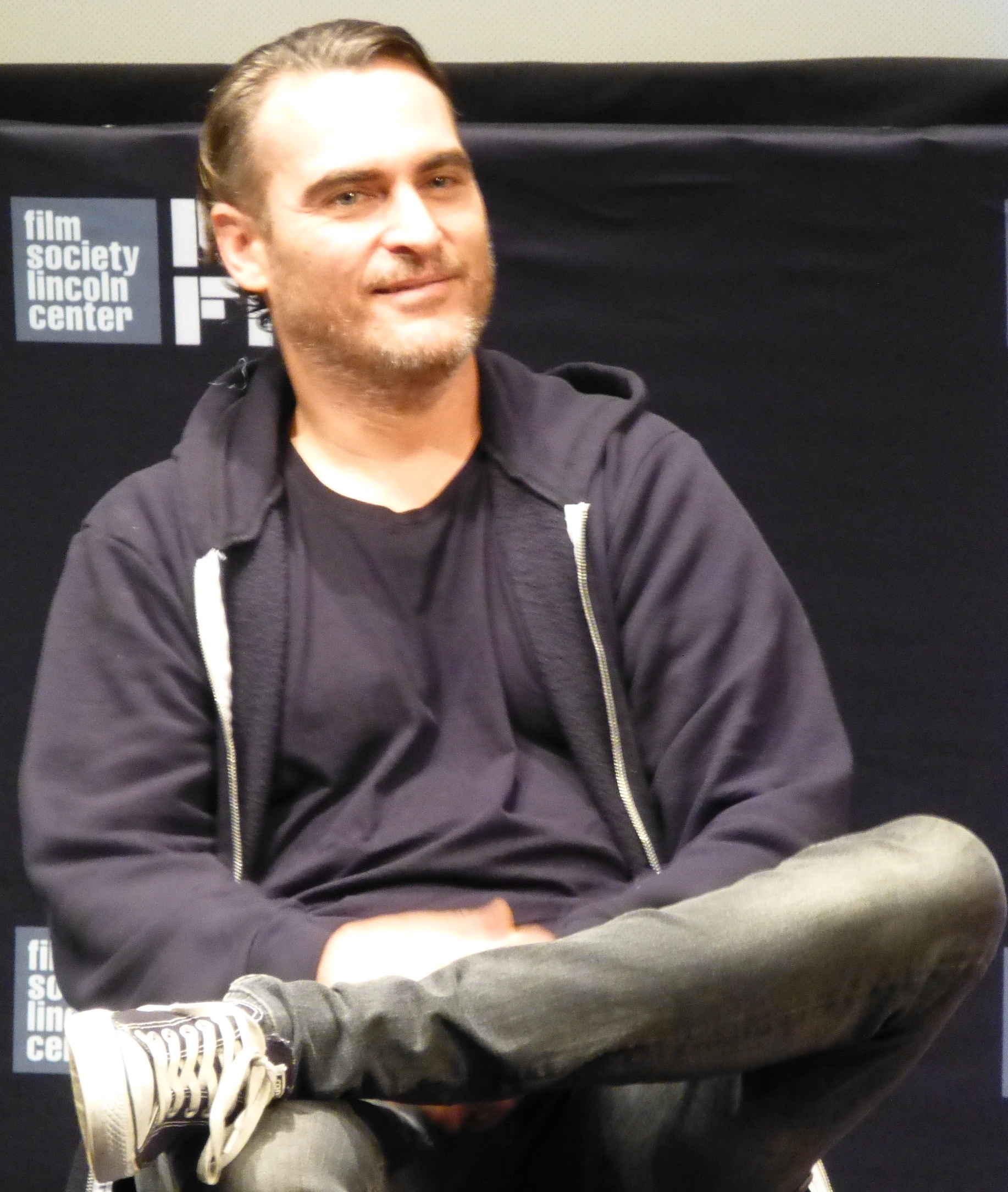
فينيكس في الدورة 52 لمهرجان نيويورك السينمائي.

في 2014، لعب فينيكس دور دوك سبورتيلو، محقق من الهيبيز ومدمن مخدرات، يتلقي زيارة من حبيبته السابقة لتخبره أن عشيقها قد اختفي من علي وجه الأرض وتأمل أن يساعدها في العثور عليه في فيلم النيو-نوار خطيئة متأصلة، إخراج بول توماس أندرسون. الفيلم مُقتبس من رواية تحمل نفس الاسم لصاحبها توماس بينشون. تلقي الفيلم مراجعات إيجابية مع إشادة النقاد بأداء فينيكس وإخراج أندرسون، فقد وصف الناقد السينمائي روبي كولين من صحيفة ديلي تلغراف فينيكس بأنه «الرجل الرئيسي المثالي» لأندرسون. حقق الفيلم 14 مليون دولار في جميع أنحاء العالم وترشح فينيكس لجائزة الغولدن غلوب للمرة الخامسة عن هذا الدور.
في 2015، كان فينيكس الراوي لتتمة أبناء الأرض، الفيلم الوثائقي عن حقوق الحيوان وحدة. في نفس العام، لعب دور البطولة في فيلم رجل غير عقلاني للمخرج وودي آلن وبمشاركة إيما ستون. في هذا الفيلم، لعب دور آبي لوكاس، أستاذ فلسفة يعاني من أزمة وجودية. تم عرض الفيلم في الدورة 68 لمهرجان كان السينمائي وحقق 27 مليون دولار في جميع أنحاء العالم. شعر الناقد السينمائي ديفيد روني من هوليوود ريبورتر أن الفيلم كان مشابهًا جدًا لأفلام آلن السابقة، لكنه أشاد بكيمياء فينيكس مع ستون وبفينيكس نفسه لتمثيله الشخصية، حيث كتب «آبي هو شخصية ألين الكلاسيكية، يخيم عليه الإحباط والاشمئزاز من نفسه، ويلعبه فينيكس بجودة مأهولة وفضفاضة رائعة، تجعلنا نرغب في التسلق داخل رأس الشخصية المخمورة بالويسكي.»

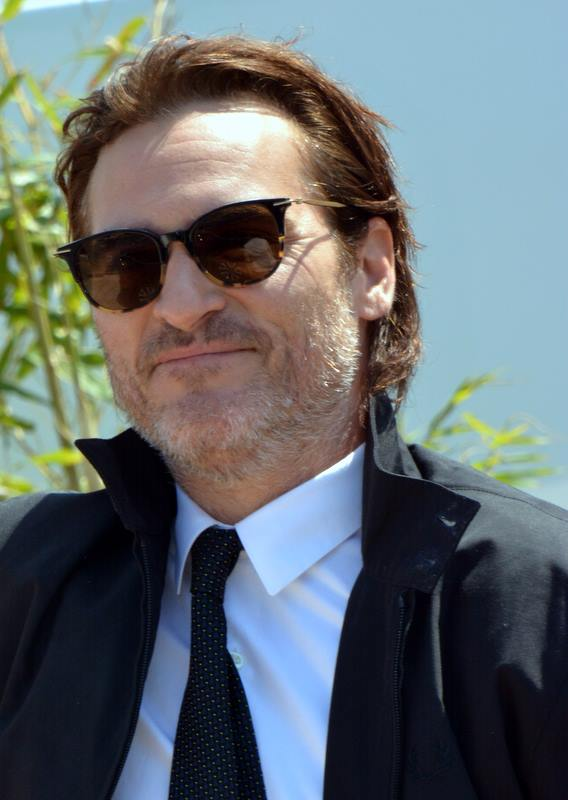
فينيكس في الدورة 70 لمهرجان كان السينمائي لحضور العرض الأول لفيلم أنت لم تكن حقًا أبدًا هنا.

يُعد فيلم فينيكس أنت لم تكن حقًا أبدًا هنا واحدًا من ضمن أكثر أفلامه شهرةً، وهو فيلم من إنتاج 2017 ومن كتابة وإخراج لين رامزي. الفيلم عبارة عن اقتباس لرواية تحمل نفس الاسم للكاتب جوناثان أميز. لعب فيه دور العميل السابق لمكتب التحقيقات الفيدرالي والمحارب القديم في حرب الخليج الثانية، جو، والذي يتعقب الفتيات المفقودات من أجل لقمة العيش. من أجل التحضير للفيلم، نصح حارس شخصي سابق فينيكس، والذي يذهب في مهمات دولية لإنقاذ الأطفال الذين يعانون من الاستغلال والانتهاك الجنسي من قِبل المتاجرين بالبشر؛ اكتسب كمًا كبيرًا من الوزن والعضلات للفيلم. كان فينيكس اختيار رامزي الأول والأخير، حيث قالت عنه «رفيقي في صناعة الأفلام». تم عرض الفيلم في الدورة 70 لمهرجان كان السينمائي، حيث تلقي هناك إشادة عالمية وحاز فينيكس علي جائزة مهرجان كان السينمائي لأفضل ممثل. وصف الناقد السينمائي جاستن تشانغ من صحيفة لوس أنجلوس تايمز أداء فينيكس بأنه «الأداء الأكثر احتواءًا بشكل مُثبت في حياته المهنية». رغم ذلك، حقق الفيلم فقط 9 ملايين دولار في جميع أنحاء العالم.

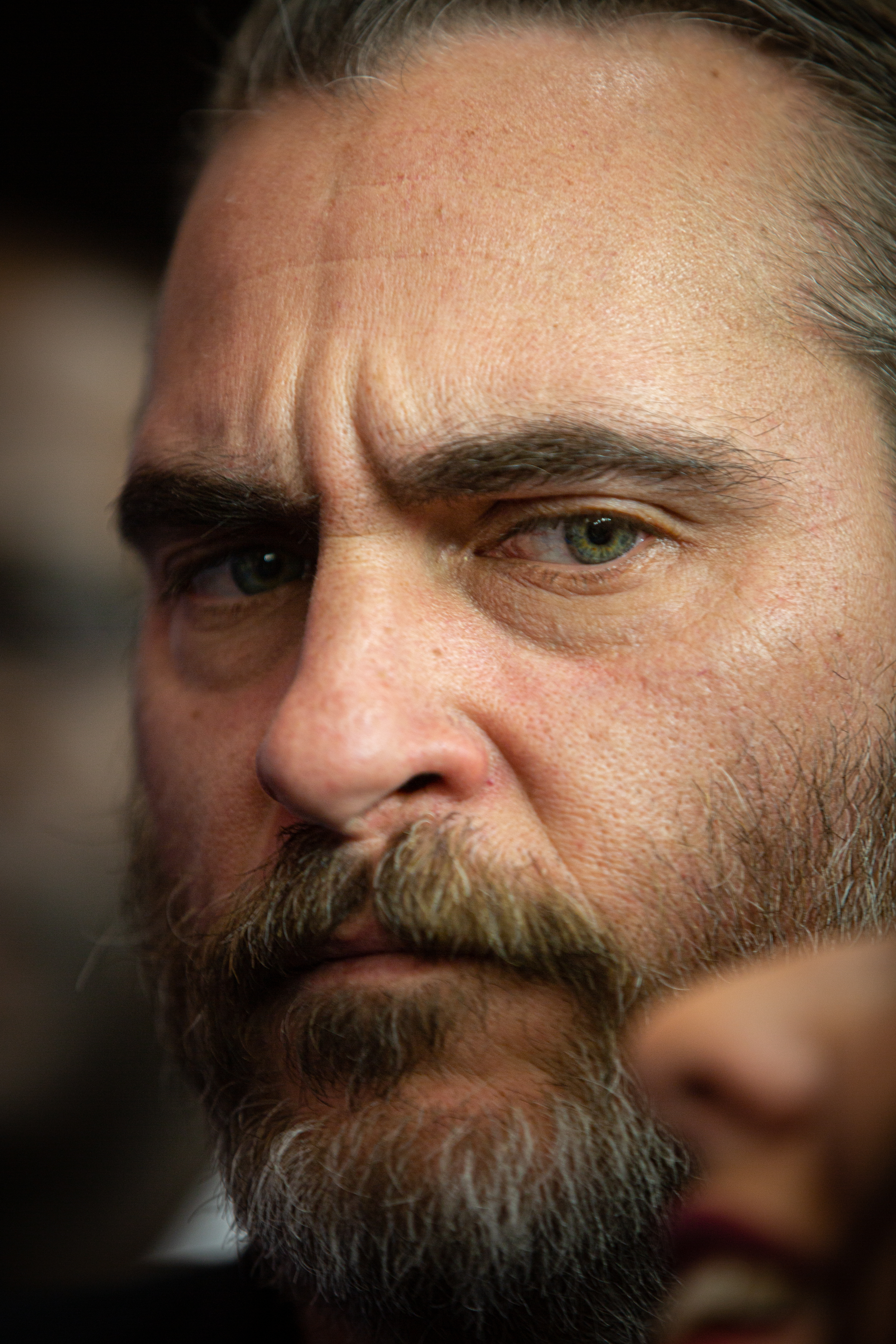
فينيكس في 2018.

في 2018، جسد فينيكس شخصية يسوع الناصري في فيلم مريم المجدلية، من كتابة هيلين إدموندسون وإخراج غارث ديفيس. تلقي الفيلم وأداء فينيكس مراجعات مختلطة. وصف نيك ألين تجسيد فينيكس لشخصية المسيح بأنه «واحدة من أفضل التجسيدات لشخصية يسوع رأتها هذه العيون على الإطلاق» وكتب علي موقع روجر إيبرت «إن فينيكس في شخصية يسوع هو إنسان يتأذى بشكل واضح من خلال القوة والحكمة التي تعمل من خلاله.» حقق الفيلم 11 مليون دولار في جميع أنحاء العالم. في العام نفسه، شارك في فيلم للمخرج جوس فان سانت بعنوان لا تقلقوا، هو لن يذهب بعيدا سيرا على الأقدام، وفيه لعب دور رسام الكارتون الذي تعرض لشلل الأطراف الأربعة جون كالاهان. استُقبل الفيلم بشكل أفضل بكتير. أعتقد ديفيد هيوز من مجلة إمباير أنه في فيلم أكثر تقليدية، سيكون فينيكس المُرشح المُفضل للفوز بجائزة الأوسكار. ثالث أفلامه هو الأشقاء سيسترز للمخرج جاك أوديار، وهو اقتباس لرواية تحمل نفس الاسم للكاتب الكندي باتريك ديويت وقد شارك جون ك. رايلي في بطولة الفيلم. لعب فينيكس ورايلي دور القاتلان السيئان السمعة إيلي وتشارلي سيسترز. قالت ليندسي بير من أسوشيتد برس أن الثنائي «يديران بشكل ممتاز جميع النغمات المختلفة في الفيلم». أما آخر أفلام فينيكس التي اختتم بها عام 2018، فكان وثائقي آخر عن حقوق الحيوانات بعنوان دومينيون وشاركه البطولة روني مارا وسيا. وُصف الفيلم من قِبل نشطاء بحقوق الحيوان بأنه واحد من أقوى الأفلام الوثائقية التي تم إنتاجها على الإطلاق. فاز فينيكس عن مساهمته في الفيلم بجائزة التميز في السرد لعام 2018 من قِبل جوائز هوليوود الدولية المستقلة للأفلام الوثائقية.

### 2019–حتي الآن:جوكروالمزيد من النجاح

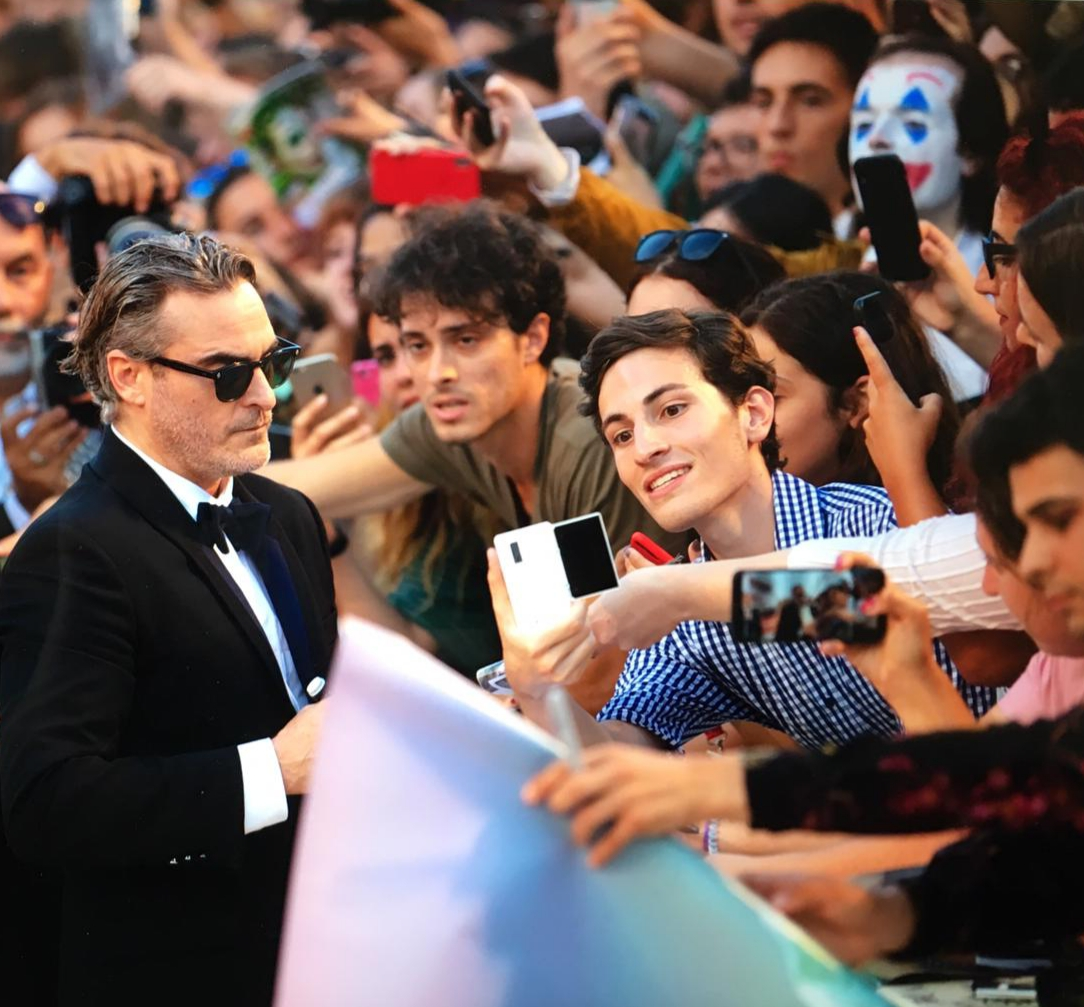
فينيكس في الدورة 76 لمهرجان البندقية السينمائي يوقع أوتوجرافات أثناء العرض الأول لفيلم جوكر.

في عام 2019، قام فينيكس ببطولة فيلم تود فيليبس جوكر، والذي جسد فيه شخصية دي سي كومكس الشريرة الجوكر. صُدر الفيلم في كثير من الدول العربية بتاريخ 2 أكتوبر، بينما صُدر في مصر بتاريخ 3 أكتوبر. أما في الولايات المتحدة، فقد صُدر بتاريخ 4 أكتوبر. الفيلم عبارة عن بديل للقصة الأصلية للشخصية، حيث تقع الأحداث في عام 1981، حيث يوجد آرثر فليك، وهو مهرج وكوميديان ستاند أب فاشل، يؤدي جنونه وعدميته إلي إحداث ثورة عنيفة مضادة للثقافة ضد الأثرياء في مدينة غوثام. فقد فينيكس 23 كيلوغرامًا من وزنه خلال 4 أشهر وشاهد العديد من مقاطع الفيديو لأشخاص لديهم ضحك مرضي. تم عرض الفيلم في الدورة 76 لمهرجان البندقية السينمائي وحقق مليار دولار في جميع أنحاء العالم، ليصبح أعلي الأفلام ربحًا في مسيرة فينيكس السينمائية والفيلم الأول والوحيد ذو التصنيف المُقيد الذي يحقق ذلك النجاح. بالرغم من ذلك، إلا أن الفيلم تلقي استقبالًا نقديًا منقسمًا. وبالرغم من أن أداء فينيكس تلقي مراجعات حماسية جدًا، إلا أن الآراء انقسمت حول النغمة المظلمة، وتصوير المرض العقلي، والتعامل مع العنف، ووُلِدت مخاوف من إلهام العنف في الحياة الواقعية. كتب ديفيد روني من مجلة هوليوود ريبورتر «إن العامل الذي لا بد أن يُرى في أداء فينيكس المُشوق وحده — إنه مُقلق ويؤثر بغرابة — سيكون هامًا.» وأضاف «إنه يسكنه [الشخصية] بجنون عن طريق تحويله إلي مثير للشفقة ومخيف في أداء خارجي الذي ليس مسألة ضحك. ليس لتشكيك الرؤية التخيلية للكاتب-المخرج ومشاركه في الكتابة، وفرق التقنية والتصميم التي لا تُقدّر بثمن، لكن فينيكس هو القوة الرئيسية التي تجعل من الجوكر يدخل بشكل مُميز وجرئ في مجمع هوليوود الصناعي للقصص المصورة.» فاز فينيكس عن الدور بجائزة الأوسكار لأفضل ممثل، وجائزة غولدن غلوب لأفضل ممثل - فيلم دراما، وجائزة البافتا لأفضل ممثل في دور رئيسي.
في 2020، كان فينيكس المنتج التنفيذي للوثائقي غوندا، إخراج فيكتور كوساكوفسكي. في نفس العام، تم إدراجه ضمن قائمة أعظم 25 ممثل في القرن 21 بواسطة صحيفة نيويورك تايمز.

## نشاطات أخرى
من بين نشاطاته إخراج الأغاني المصورة، فقد أخرج أغانٍ مصورة عديدة مثل فيديو كليب أغنية «إن ترانزيت» لـألبرت هاموند جونيور. إضافة إلى إنتاجه أفلامًا وبرامج، وتسجيل الموسيقى منها الموسيقى التصويرية لفيلم السير على الخط. في 27 أكتوبر 2008، أعلن فينيكس اعتزاله التمثيل للتركيز على مهنته في موسيقى الراب، ولكنه عاد للتمثيل مرة أخرى في عام 2012. يُعرف باهتمامه في مجال حقوق الحيوان، حيث أنه عضو في بيتا، وهي منظمة أمريكية مهتمة بحقوق الحيوان. كما أنه نباتي منذ عمر الـ3 سنوات ويرفض ارتداء أي ملابس مصنوعة من جلد الحيوان. قال أن حقوق الحيوان هي واحدة من أهم الركائز في حياته، مؤكدًا أن «تغير المناخ وشيك إذا لم نتبني نمط حياة قائم على النباتات». وقد ساعد في زيادة الوعي بالعلاقة بين حقوق الحيوان، وتغير المناخ، والقضايا الصحية. تلقي إشادة من مجموعات حقوق الحيوان بجانب عدة جوائز، بالإضافة إلي حصوله علي لقب «شخصية العام» عام 2019 بواسطة بيتا. قالت عنه إنغريد نيوكيرك، رئيسة منظمة بيتا: «خواكين فينيكس لا يفوت الفرصة أبداً ليُبعد الضوء عن نفسه وعن محنة الحيوانات، ولتقديم مثال عظيم في السير نحو حياة نباتية.»
على مدار السنين، أطلق فينيكس عدة حملات لمنظمات مختلفة من أجل المساعدة في تعزيز الخضرية وإنهاء ذبح الحيوانات. في عام 2019، قاد مع حبيبته روني مارا مظاهرة اليوم الوطني لحقوق الحيوان للمساعدة في نشر الوعي بحقوق الحيوان. في 10 يناير 2020، تم إلقاء القبض علي فينيكس مع الممثلة جين فوندا نتيجة مشاركته في مظاهرة للتغير المناخي في واشنطن العاصمة أمام مبنى الكونغرس الأمريكي، المقر الرئيسي للسطلة التشريعية الفيدرالية. تحدث في المظاهرة عن الصلة بين تغير المناخ والزراعة الحيوانية.
خلال موسم الجوائز 2019-20، وفي وسط الاحتجاجات من أجل حقوق الحيوان، كان فينيكس يقود حركة خلف الكواليس التي حولت خمسة أحداث إلي قوائم خالية من اللحوم، بدءًا من جوائز الغولدن غلوب. واعترف برابطة هوليوود للصحافة الأجنبية خلال خطاب قبوله «لخطوتها الجريئة للغاية التي جعلت هذه الليلة علي أساس النباتات. إنها حقا ترسل رسالة قوية». وبعد فترة وجيزة، تبعته جوائز اختيار النقاد وجوائز نقابة ممثلي الشاشة. اتصل فينيكس برؤساء عروض الجوائز، مصحوبًا بتوقيعات من أمثال زملائه المرشحين ليوناردو دي كابريو وفيبي والر بريدج. قال فينيكس أن زراعة اللحوم هي السبب الرئيسي لتغير المناخ وأن المشاهد التلفزيونية يجب أن تستخدم منصاتها لمعالجة القضايا الاجتماعية العاجلة. أعلنت جوائز الأوسكار في وقت لاحق أن جميع الأطعمة التي تُقدم في مسرح دولبي قبل حفل الأوسكار ستكون نباتية. تحدثت ليزا لانغ، نائب الرئيس الأول للاتصالات في بيتا، عن قوة فينيكس قائلة: «إنه يعرف ما يمكن القيام به. إنه يعرف أنه في وضع جيد ليدفع. إنه يجند الأصدقاء. وقد أفلح الأمر. إنه يمكن أن يكون له تأثير في هوليوود وهو يؤثر علي بقية العالم.»
بعد يوم من فوزه بجائزة الأوسكار لأفضل ممثل، وبعدما ألقي خطاب تحدث فيه عن محنة الأبقار الأمهات وأطفالها المُستخدمين في الزراعة الحيوانية، أنقذ فينيكس بقرة وطفلها حديث الولادة من مسلخ في ولاية كاليفورنيا ووضعهم في محمية للحيوانات. في الشهر نفسه، لعب دور البطولة في حراس الحياة، أول فيلم قصير ضمن اثني عشر فيلمًا من قِبل المنظمة البيئية موبيليز إرث. ذهبت الأموال التي جمعها المشروع إلي أمازون ووتش وتمرد ضد الانقراض.
في 2020، تعاون فينيكس مع جاستيس إل إيه لإنشاء إعلان خدمة عامة #SuingToSaveLives حول صحة الناس في سجون مقاطعة لوس أنجلوس وسط جائحة فيروس كورونا.

## حياته الشخصية

### آرائه وأسلوب حياته
في عام 2018، وصف فينيكس نفسه بأنه يهودي علماني لا ينتسب إلي أي ديانة مُنظمة؛ واحدة من «قيمه الأساسية» هي فكرة المغفرة.
في أبريل 2005، خضع فينيكس لإعادة التأهيل للعلاج من الكحولية. في 26 يناير 2006، تعرض لحادث سيارة، حيث فقد السيطرة علي سيارته بعد أن تعطلت الفرامل بها، ما أدي إلي ارتطامها بسيارة أخري كانت تسير في الطريق المُعاكس، لتنقلب السيارتان عدة مرات.
في عام 2012، وصفت فينيكس جوائز الأوسكار بأنها «هراء». اعتذر في وقت لاحق عن تعليقاته، معترفًا بأن الجوائز توفر منصة مهمة لكثير من صانعي الأفلام المُستحقين. تحدث أكثر عن الموضوع في عام 2015 أثناء استضافته في برنامج جيمي كيميل لايف!، موضحًا أنه غير مرتاح للحصول علي جوائز لعمله في الأفلام عندما يعتبر عملية صناعة الأفلام تعاونية.
يعتبر فينيكس الزراعة الحيوانية أمر «غير معقول وهمجي». أوضح أسبابه وراء نباتيته؛ «يبدو الأمر واضحاً بالنسبة لي – أنا لا أريد أن أسبب الألم لمخلوق حي آخر متعاطف. أنا لا أريد أن أخذ أطفاله بعيدًا عنه، أنا لا أريد أن أجبره أن يكون في الداخل وتسمينه حتي يتم ذبحه. ومن المؤكد أيضًا أن تأثيره علي بيئتنا مُدمر. لذا، بالنسبة لي، إنها حياتي وكانت دائمًا حياتي، وهي حقًا واحدة من أهم الأشياء بالنسبة لي.»

### العائلة والعلاقات
واعد فينيكس الممثلة ليف تايلر في الفترة ما بين 1995 وحتي 1998. وقد شاركته في بطولة فيلمه اختراع الأبوتس. لا يزال الثنائي يعتبران نفسهما أصدقاء مُقربين، حيث تعتبر تايلر فينيكس وأخواته عائلتها. كما واعد عارضة الأزياء الجنوب أفريقية توباز بيغ-غرين من 2001 إلي 2005. وهو حاليًا عضو في مجلس إدارة ذا لانش بوكس فاند، منظمة غير ربحية أسستها بيغ-غرين لتقديم الوجبات اليومية لطلاب المدارس البلدية في سويتو، جنوب أفريقيا.
قابل فينيكس حبيبته الحالية الممثلة روني مارا في 2012 أثناء تصوير فيلم هي، والتي شاركته في البطولة. كان الاثنان في البداية أصدقاء حتي بدآ علاقة رومانسية بعد 4 سنوات أثناء تصوير فيلم مريم المجدلية، حيث شاركها فينيكس في البطولة. تم الإعلان عن خطوبة الثنائي في يوليو 2019 وفي العام التالي، أعلنا عن انتظارهما وصول طفلهما الأول. في أواخر سبتمبر 2020، أُعلن أنه أصبح للثنائي ابنًا اسمه ريفر، علي اسم شقيق فينيكس الراحل. يعيش الثنائي الآن في هوليوود هيلز. وصف فينيكس حياته العائلية بأنها بسيطة.
يستمتع فينيكس بالتأمل، ومشاهدة الوثائقيات، وقراءة النصوص، وأخذ دروس في الكاراتيه، حيث لديه الحزام الأسود في الكاراتيه.

## أعماله
لخواكين فينيكس 41 فيلمًا؛ منهم فيلمان قصيران، و4 وثائقيات، وفيلم رسوم متحركة واحد.
تشمل أفلام فينيكس الأكثر إشادة نقديًا والناجحة تجاريًا، وفقا لموقعي الطماطم الفاسدة وبوكس أوفيس موجو، الأبوة (1989)، والموت لأجله (1995)، وغلاديايتر (2000)، والإشارات (2002)، وأخي الدب (2003)، والقرية (2004)، والسير على الخط (2005)، وعاشقان (2008)، والمعلم (2012)، والمهاجر (2013)، وهي (2013)، وخطيئة متأصلة (2014)، وأنت لم تكن حقًا أبدًا هنا (2017)، وجوكر (2019).
أنتج فينيكس فيلمان فقط وكلاهما كانا من بطولته، كما كان منتجًا تنفيذيًا ل4 وثائقيات، وفيلم قصير، وبرنامج تلفزيون واقع.

## الترشيحات والجوائز
ترشح فينيكس لجائزة الأوسكار 4 مرات ولم يفز بها إلا مرة واحدة؛ حيث ترشح للجائزة لأول مرة في عام 2001 ضمن فئة أفضل ممثل مساعد عن دوره في فيلم غلاديايتر ولم يفز بها، وكانت الثانية في عام 2006 ضمن فئة أفضل ممثل عن دوره في فيلم السير على الخط ولم يفز بها أيضًا، وكانت الثالثة في عام 2013 ضمن فئة أفضل ممثل مرة أخري عن دوره في فيلم المعلم ولم يفز بها، ليفوز بها في المرة الرابعة كأفضل ممثل عن دوره في فيلم جوكر عام 2020.
فاز فينيكس بجائزة الغولدن غلوب مرتان من أصل 6 ترشيحات؛ الأولي كأفضل ممثل في فيلم موسيقي أو كوميدي عن دوره في فيلم السير على الخط عام 2006، والثانية كأفضل ممثل في فيلم دراما عن دوره في فيلم جوكر عام 2020. كما ترشح لجائزة البافتا 4 مرات ولم يفز بها إلا مرة واحدة كأفضل ممثل في دور رئيسي عن دوره في فيلم جوكر أيضًا عام 2020. كما تلقي عن نفس الدور جائزة نقابة ممثلي الشاشة للأداء المتميز من قِبل ممثل في دور رئيسي، بعدما ترشح للجائزة 5 مرات.
حاز فينيكس علي جائزة غرامي لأفضل تأليف لموسيقى تصويرية للوسائط المرئية لتسجيله الموسيقى التصويرية لفيلم السير على الخط. بالإضافة إلي كأس فولبي لأفضل ممثل عن دوره في فيلم المعلم في مهرجان البندقية السينمائي 2012 وجائزة أفضل ممثل من مهرجان كان السينمائي 2017 عن دوره في فيلم أنت لم تكن حقًا أبدًا هنا.
يُعتبر فينيكس وشقيقه ريفر هما الشقيقان الوحيدان اللذان يترشحان للأوسكار في التمثيل. كما يُعد هو وهيث ليدجر ثاني ثنائي يفوز بالأوسكار عن تأديتهما نفس الشخصية، بعدما فاز مارلون براندو وروبرت دي نيرو بالجائزة لتأديتهما شخصية فيتو كورليوني.

## وصلات خارجية
- خواكين فينيكس على موقع IMDb (الإنجليزية)
- خواكين فينيكس على موقع ميتاكريتيك (الإنجليزية)
- خواكين فينيكس على موقع روتن توميتوز (الإنجليزية)
- خواكين فينيكس على موقع مونزينجر (الألمانية)
- خواكين فينيكس على موقع قاعدة بيانات الأفلام العربية
- خواكين فينيكس على موقع ألو سيني (الفرنسية)
- خواكين فينيكس على موقع ميوزك برينز (الإنجليزية)
- خواكين فينيكس على موقع تيرنر كلاسيك موفيز (الإنجليزية)
- خواكين فينيكس على موقع أول موفي (الإنجليزية)
- خواكين فينيكس على موقع بوكس أوفيس موجو (الإنجليزية)